# Nicaragua i olympiska sommarspelen 1972
Nicaragua deltog med åtta deltagare vid de olympiska sommarspelen 1972 i München. Ingen av landets deltagare erövrade någon medalj.